# باولو سيلفا (لاعب كرة طائرة)
باولو سيلفا (بالبرتغالية: Paulo André Jukoski da Silva‏) (24 ديسمبر 1963 في البرازيل - ) هو لاعب كرة طائرة برازيلي. شارك في الألعاب الأولمبية الصيفية 1996 والألعاب الأولمبية الصيفية 1988 والألعاب الأولمبية الصيفية 1992.

## وصلات خارجية
- باولو سيلفا على موقع أوليمبيديا (الإنجليزية)
- باولو سيلفا على موقع اللجنة الأولمبية البرازيلية (البرتغالية)